# Кевин Алан Милн
Кевин Алан Милн (на английски: Kevin Alan Milne) е американски писател на произведения в жанра драма и любовен роман.

## Биография и творчество
Кевин Алан Милн е роден на 13 юни 1973 г. в Портланд, Орегон, САЩ, в семейството на Робърт и Даяна Милн. Израства в Шъруд, Орегон, където през 1991 г. завършва гимназия. Посещава колеж, където учи филмопроизводство, журналистика, комуникации, право и немски език, но накрая получава бакалавърска степен по психология от университет Бригъм Йънг. Следва аспирантура по бизнес и получава през 2000 г. магистърска степен от Университета на Пенсилвания.
През 1995 г. във Вашингтон се жени за Ребека Дойл, с която имат 5 деца.
След дипломирането си работи като икономист. Заедно с работата си започва да пише. Първият му роман „The Paper Bag Christmas“ (Коледната хартиена торба) е издаден през 2006 г. През 2011 г. романът е адаптиран в театрална пиеса, чиито постъпления са дарени на детската болница „Сейт Джуд“ за борбата с рака.
Кевин Алан Милн живее със семейството си в Брентуд, Калифорния.

## Произведения

### Самостоятелни романи
- The Paper Bag Christmas (2006)
- The Nine Lessons (2009)
- Sweet Misfortune (2010)
Горчив шоколад, изд. „Санома Блясък България“ (2013), прев. Лидия Шведова
- The Final Note (2011)
Последен акорд, изд.: ИК „Плеяда“, София (2017), прев. Нина Рашкова
- The One Good Thing (2013)
Седем късчета щастие, изд.: ИК „Плеяда“, София (2015), прев. Нина Рашкова
- The Winner's Game (2014)